# アントニー・ブリンケン
アントニー・ジョン・ブリンケン（英語: Antony John Blinken、1962年4月16日 - ）は、アメリカ合衆国の政治家、外交官。バイデン政権でアメリカ合衆国国務長官（第71代）を務めた。

## 来歴

### 生い立ち
1962年4月16日にニューヨーク州ヨンカーズにて、ウクライナ系ユダヤ人の銀行家ドナルド・M・ブリンケンと、裕福なハンガリー系ユダヤ人の娘でソーシャライトのジュディス・フレームの間の息子として誕生する。父のドナルドは1994年4月から1997年11月まで駐ハンガリー大使、伯父のアラン・ブリンケンは1993年7月から1997年12月まで駐ベルギー大使を務めており、外交官一家であった。
母のジュディスは父のドナルドと離婚し、1971年9月に数年来の不倫相手でホロコーストを生き延びたポーランドの出身で、ポーランド系ユダヤ人の大物弁護士であるサミュエル・ピサールと再婚し、アントニーを連れてパリへ移住した。9歳から18歳までをパリで過ごすことになり、フランス語が流暢になった。パリのエコール・ジャンヌ・マヌエルで学んだ。
ハーバード大学で社会学を専攻し、隔週学生雑誌『ザ・ハーバード・クリムゾン』の共同編集者となった。一時はジャーナリストや映画監督を夢見たが、コロンビア・ロー・スクールで学んで1988年に法務博士号を取得し、その後しばらく法律業務に従事した。
1993年から国務省欧州局に勤務するようになり、ビル・クリントン大統領のスピーチライターを務めた。その後の2002年4月から2008年11月にかけて上院外交委員会の民主党スタッフとなり、上院外交委員長を務めていたジョー・バイデンと親交を深め、以後はバイデンと活動を共にするようになった。

### オバマ政権

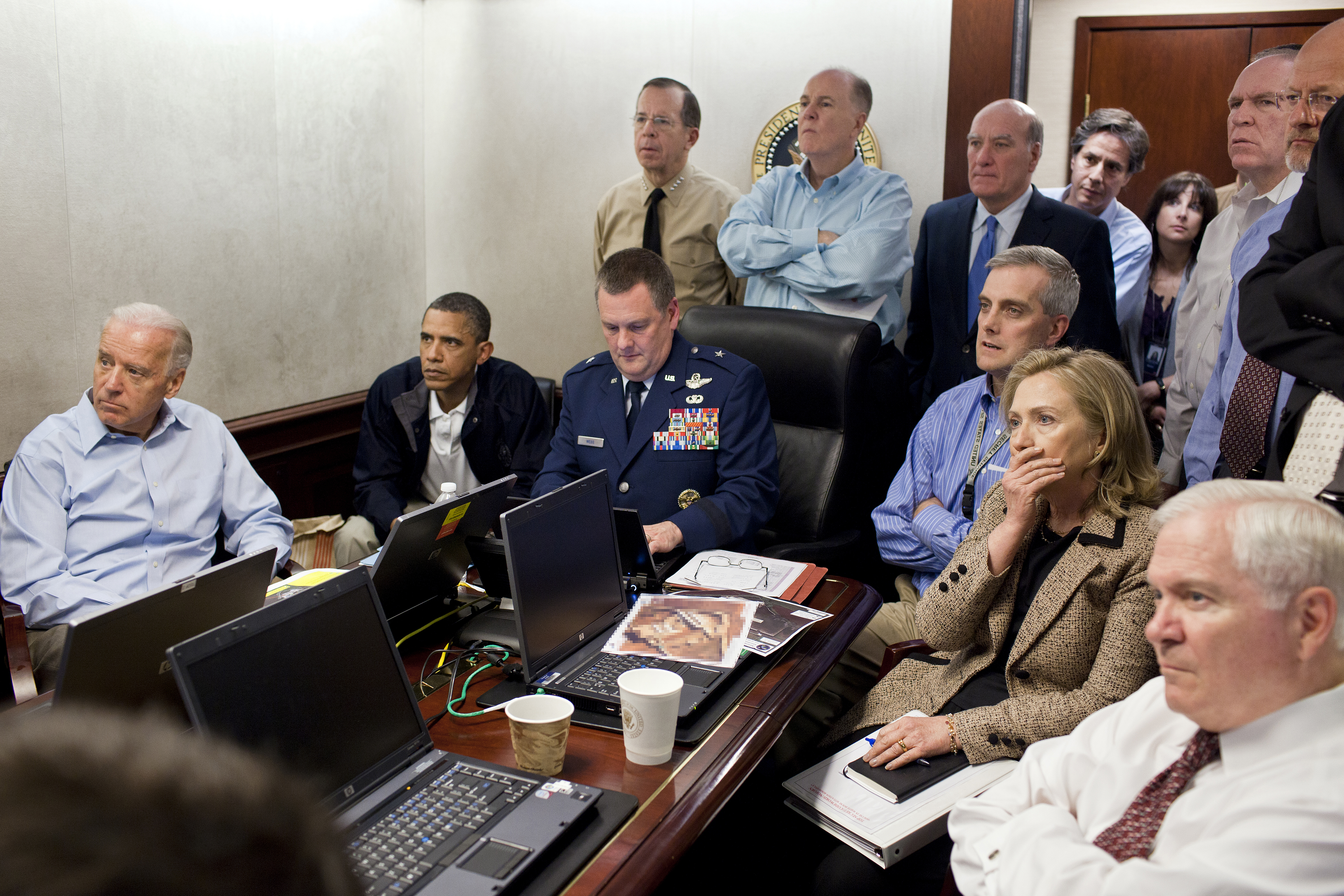
ホワイトハウスのシチュエーションルームで国家安全保障会議メンバーがアメリカ軍のビン・ラディン殺害作戦を見守る。後方に当時国家安全保障担当副大統領補佐官だったブリンケンがいる（2011年5月1日）。

2009年1月にバラク・オバマ政権が発足すると、バイデン副大統領のもとで国家安全保障担当副大統領補佐官に就任し、アフガニスタン・イラク・イランの核開発問題などに対するアメリカの政策に携わった。
2011年5月にオバマ大統領がネプチューン・スピア作戦を実行した際、ブリンケンは「私はリーダーがこれほど勇気ある決断をしたのを見た事が無い。」と述べた。人道的介入論者としてシリア内戦・リビア内戦への積極関与を強く主張し、同年3月のNATOによるリビアに対する軍事行動・シリアの反政府勢力への武器提供などを支持した。
2013年1月から2015年1月にかけては国家安全保障担当大統領副補佐官を務めた。
2013年9月のプロフィールにはシリアに関する政策の政府のキーマンの1人であり、対外的な代表者を務めたと紹介されている。2014年3月のロシアによるクリミアの併合に対するアメリカの対抗措置の策定の上でも大きな影響力を持っていた。2014年7月から8月のイスラエルとガザの紛争中、イスラエル軍の迎撃ミサイルのアイアンドームを補充するための軍需工場へのアメリカの資金提供で、バイデンと共に働きがあった。
2014年11月にオバマ大統領は、ブリンケンをウィリアム・ジョセフ・バーンズの後任の国務副長官に指名した。この人事は12月16日に上院において55対38で承認された。
2015年1月から2017年1月の国務副長官時代には、アジア太平洋地域に外交・経済戦略の軸足を移す「リバランス政策」を主導した。
2015年4月のサウジアラビア主導のイエメンでの軍事行動を支持し、サウジアラビアへの武器の提供や情報共有を増やすため、同国の作戦本部に共同行動の調整部を設置したことを発表した。
過激派組織「イスラム国」（IS）掃討に向けた国際連帯の構築に中心的役割を果たし、2015年6月にはイスラム国に対する作戦を開始して9カ月間にアメリカ軍主導の連合軍による空爆で1万人を超えるイスラム国戦闘員を殺害したことを発表した。

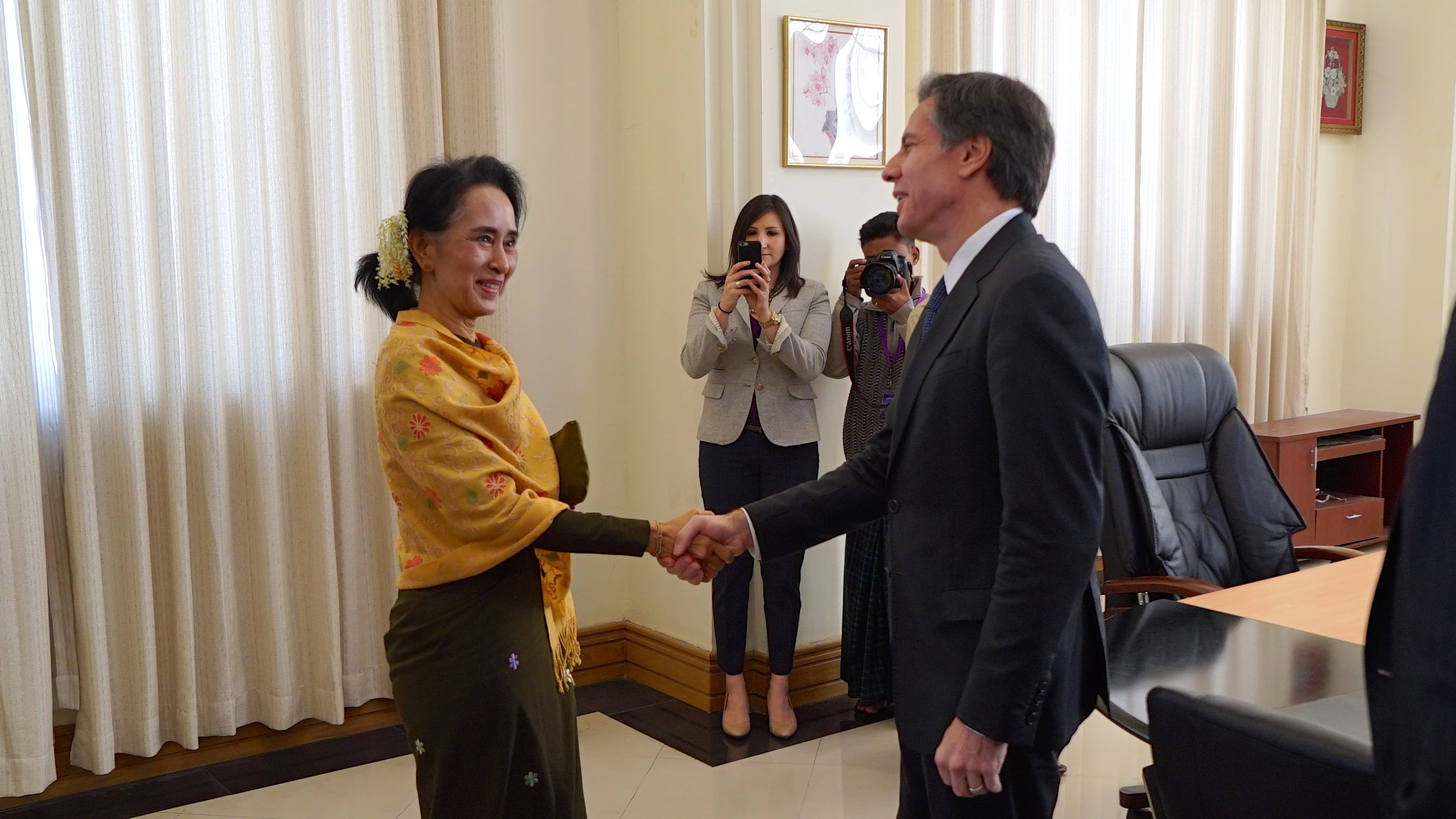
ミャンマーのアウンサン・スーチーとブリンケン（2016年1月18日にミャンマーのネピドーにて）

2015年8月にミャンマーでのムスリム迫害を批判してミャンマーの指導者に警告を与え、ロヒンギャのムスリムに市民権を与えるべきであるとの考えを示した。
2015年7月のイラン核合意の妥結にも主導的役割を果たしたといわれる。また、2016年1月に北朝鮮が4度目の核実験を行ったことに対する経済制裁の策定に関与した。強力な経済制裁を通じて核開発計画放棄の約束を取り付けたイラン核合意方式を北朝鮮にも適用すべきだの考えを持つ。
2016年7月にトルコで発生したクーデターの試みを批判し、民主的に選出されたトルコ政府を支持すると表明したが、同時期から現在にかけてトルコで執行されている粛清については批判している。

### バイデン政権における国務長官

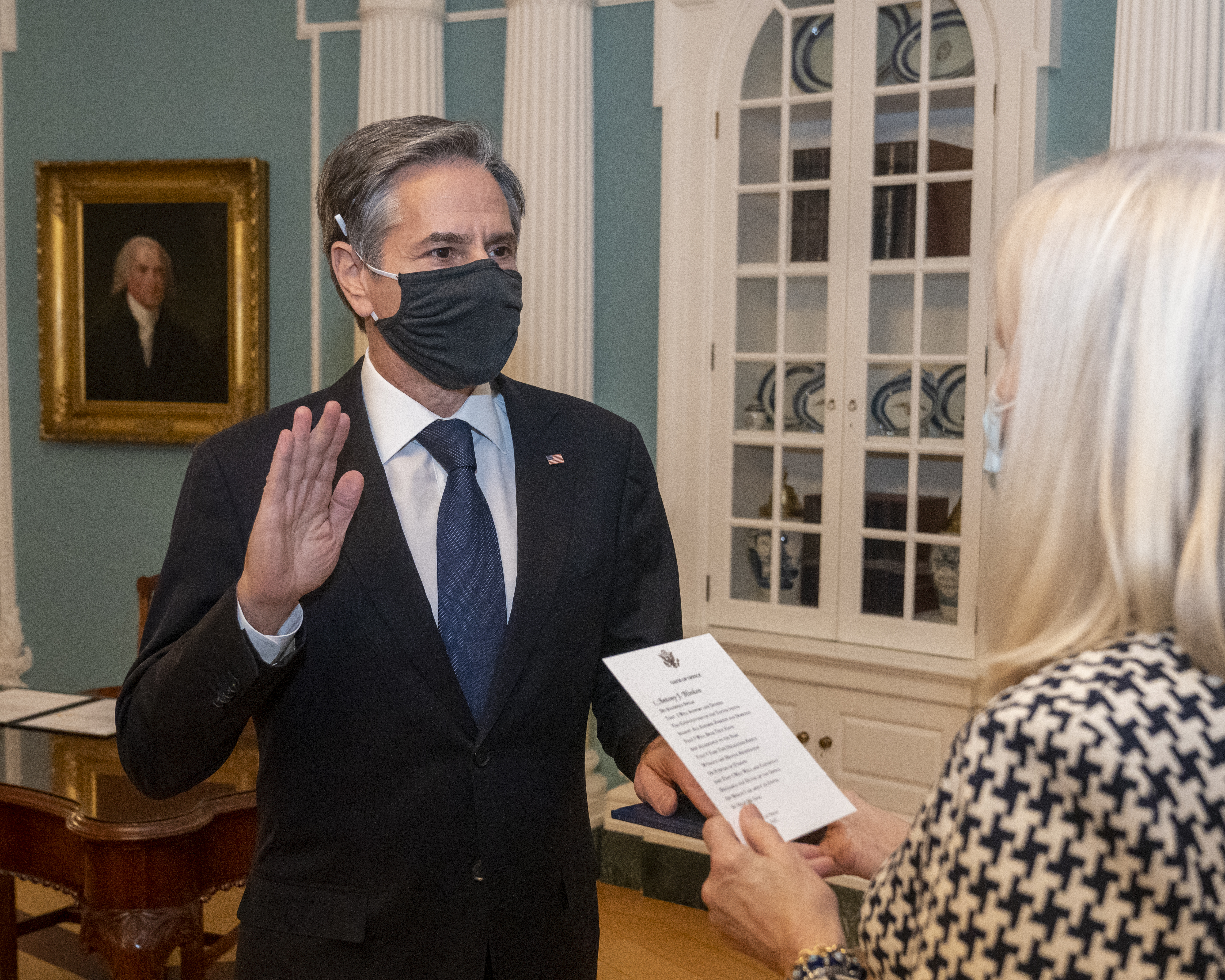
国務省にて国務長官としての宣誓を行うブリンケン（2021年1月26日）

2017年1月にオバマ政権からトランプ政権に移行して下野した後のブリンケンは、同年9月にミシェル・フロノイと共に「ウェストエグゼク・アドバイザーズ」という外交安保コンサルティング会社を共同で設立・経営していたが、2020年11月24日に同年の大統領選挙に当選したバイデンから、2021年1月20日に発足予定のバイデン政権の国務長官に指名された。ブリンケンは共和党からも信任のある人物のため、上院での承認手続きも問題が無いと見られていた。
2021年1月19日に上院の指名承認のための上院公聴会に出席した。覇権主義を強める中華人民共和国について「最重要課題だ。強い立場で向き合う」と述べ、同盟国との連携を強化して中国に対抗していく考えを表明した。トランプの対中強硬路線についても「方法には同意しかねるが、正しい取り組みだった」と述べ、引き継ぐ考えを示した。台湾の自衛能力の確保に向けて「永続的に関与する」ことを強調し、台湾が国際機関でより大きな役割を果たすことにも期待を表明した。また、中国の権威主義体制よりも自らの国の民主主義体制の方が優れていることを強調し、「我々は中国との競争に勝つことができる」と決意を述べた。
同年1月21日に北朝鮮問題については日本・韓国とも相談して全面的に見直すとの考えを表明した。2月に期限が切れるアメリカとロシアの新戦略兵器削減条約（新START）については、延長を目指す考えを示した。またイラン核問題については、イランが核合意を順守するなら核合意に復帰するとの新政権の方針を示した上で、より強力で長期的な合意を目指す考えを明らかにした。2017年12月にエルサレムをイスラエルの首都と承認し、大使館を移転したトランプ政権の方針については、継続する方針を明らかにした。
マイク・ポンペオ国務長官が中国政府がウイグル族ら少数民族を迫害していることについて、「ジェノサイド（集団虐殺）」かつ人道に対する罪であると認定したが、ブリンケンも同意して新彊ウイグル自治区での強制労働によって作られた物品は輸入すべきでないとの認識を示した。
2021年1月26日に上院にてブリンケンを国務長官とする人事案が賛成78・反対22票で承認され、同日中に就任宣誓を行った。

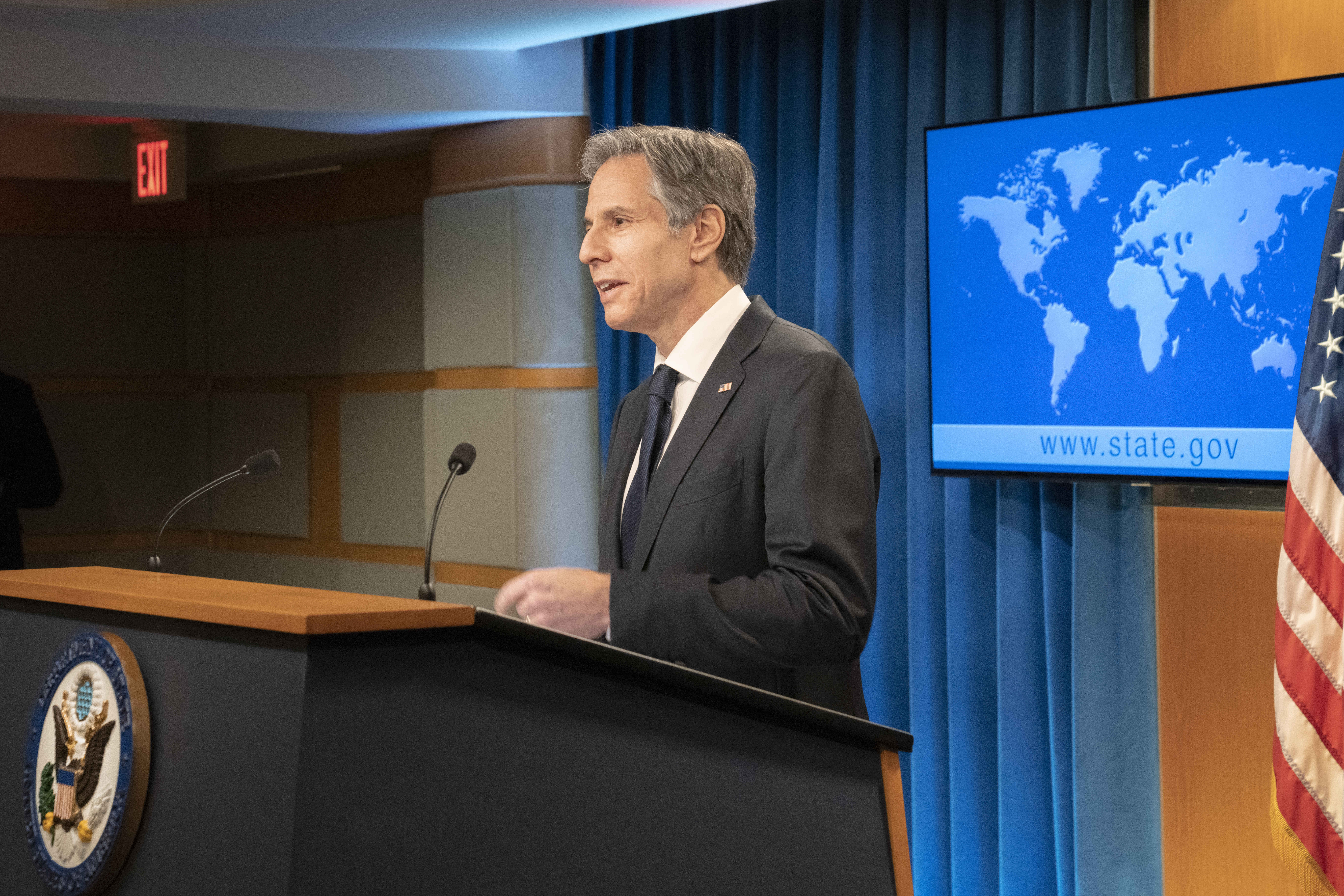
国務省で最初の記者会見を行うブリンケン国務長官（2021年1月27日）

1月27日に就任後初の記者会見で、トランプ前政権が中国政府による新疆ウイグル自治区でのイスラム教徒少数民族の弾圧を「ジェノサイド（民族大量虐殺）」と認定したことに関し、バイデン政権としても「ジェノサイドであるとの認識は変わらない。」と表明した。また米中関係は「私たちの多くの将来を規定する、世界で最も重要な関係だ」とし、その関係はさまざまな分野で「敵対的」または「競争的」になっていると述べた。同時に「競争的な関係ではあるが、協力的な関係でもある」として気候変動対策などの分野では中国との協力が可能だとの方針も示した。そのうえで「それを実現できることを望んでいるが、われわれの外交政策や中国との間で抱える多くの懸念事項という背景を踏まえるべきだ」と述べた。トランプ政権が離脱したイラン核合意については、イランが合意義務を順守するなら復帰する意向を改めて示したが、現状ではイランが「多くの面で規則に従っておらず、長い道のりだ」との認識を示し、早期復帰に慎重な姿勢を見せた。またロシア当局による反体制派指導者アレクセイ・ナワリヌイの拘束について改めて「深い懸念」を表明し、ナワリヌイ毒殺未遂事件・ロシアの関与の疑いがあるアメリカ政府などを狙ったサイバー攻撃などについて「調査している」と述べた。
1月31日にミャンマーで与党の国民民主連盟を率いるアウン・サン・スー・チー国家顧問らが軍部のクーデターで拘束された事件について「アメリカは民主主義や自由、平和、発展を求めるミャンマー国民と共にある。軍部は即時に行動を撤回すべきだ。」と述べ、ミャンマー国軍に対してアウン・サン・スー・チーらの解放を求めた。また同日にロシアで反政府活動家のアレクセイ・ナワリヌイの拘束に抗議する集会やデモが各地で発生し、5000人以上が逮捕された事件についてデモに対する厳しい締めつけや取り締まりを止めるようロシアに要求した。
2月6日には中国外交を統括する楊潔篪党政治局員と新政権発足以来初めての米中外交トップ電話会談を行い、台湾を含むインド太平洋地域の安定を脅かす行為には、同盟国と連携して中国に責任を負わせることを通告し、またアメリカは新疆ウイグル自治区・チベット自治区・香港における人権や民主的価値を守り続けることを伝えた。またミャンマー国軍によるクーデターを中国も非難するよう要求した。
2月8日に国際連合人権理事会にオブザーバーとして復帰すると発表した。人権理事会はパレスチナ問題でイスラエルを非難してきたため、トランプ政権は2018年6月に「人権理事会がイスラエルに対する恒常的な偏見を持っている」として、脱退を発表していた。ただしブリンケンもイスラエルへの非難も含めて人権理事会は「改革を必要としている」ことを指摘し、米国の外交的リーダーシップの総力を挙げて「理事会の欠陥に対処する」と述べている。
2月23日の天皇誕生日に際して今上天皇に祝意を表明すると共に「我々の大切な友好関係を引き続き深化・拡大させるために、大統領と私は再び日本を訪れることを切望している」と述べて日米同盟の強化に意欲を示した。
3月3日には中国のことを「最大の地政学上の課題」と表現した。
4月16日に香港の裁判所が『蘋果日報』の創業者の黎智英らに実刑判決を言い渡したことに対してブリンケンは声明を出し、「政治的動機によって起訴された民主派指導者への判決」とし、「中国政府と香港当局があらゆる形の異議を排除するため、香港基本法などで保障された権利や基本的自由を弱体化させた事例だ。」と非難した。「香港の自由や自治への中国の攻撃に対抗する香港の人々を支持し、釈放を求め続ける」と述べた。
7月6日はチベット仏教の精神的指導者であるダライ・ラマ14世の86歳の誕生日に当たり、「6日ダライ・ラマ聖下が86回目の誕生日に迎えるに際し、ご多幸を祈り、謹んで喜びを申し上げる」「ダライ・ラマの謙虚・慈悲・理解に対するメッセージは世界の人々へのインスピレーションになる」という声明を発表した。
8月6日にARF＝ASEAN地域フォーラムにオンラインで出席し、中国が急速に核戦力を増強していることに深い懸念を表明すると共に、中国に南シナ海での挑発的な行動を止めて国際法を遵守する事を要求した。またウイグル・香港・チベットでの人権侵害に懸念を表明した。また軍による市民への弾圧が続くミャンマー情勢をめぐってARF参加国に対し、ミャンマー軍に圧力をかけることを呼びかけた。中国の王毅外交部長はミャンマー問題について「民主主義と人権を装って内政に干渉し、自らの地理的な利益を求めたりしてはいけない」とアメリカを念頭にした発言を行い、また南シナ海問題で中国を敗訴させた国際仲裁裁判の判決について「事実認定と法律の適用において明らかな問題がある。」として受け入れを拒否する立場を改めて示した。

#### 最初の外遊：日韓訪問とアラスカでの中国との会談

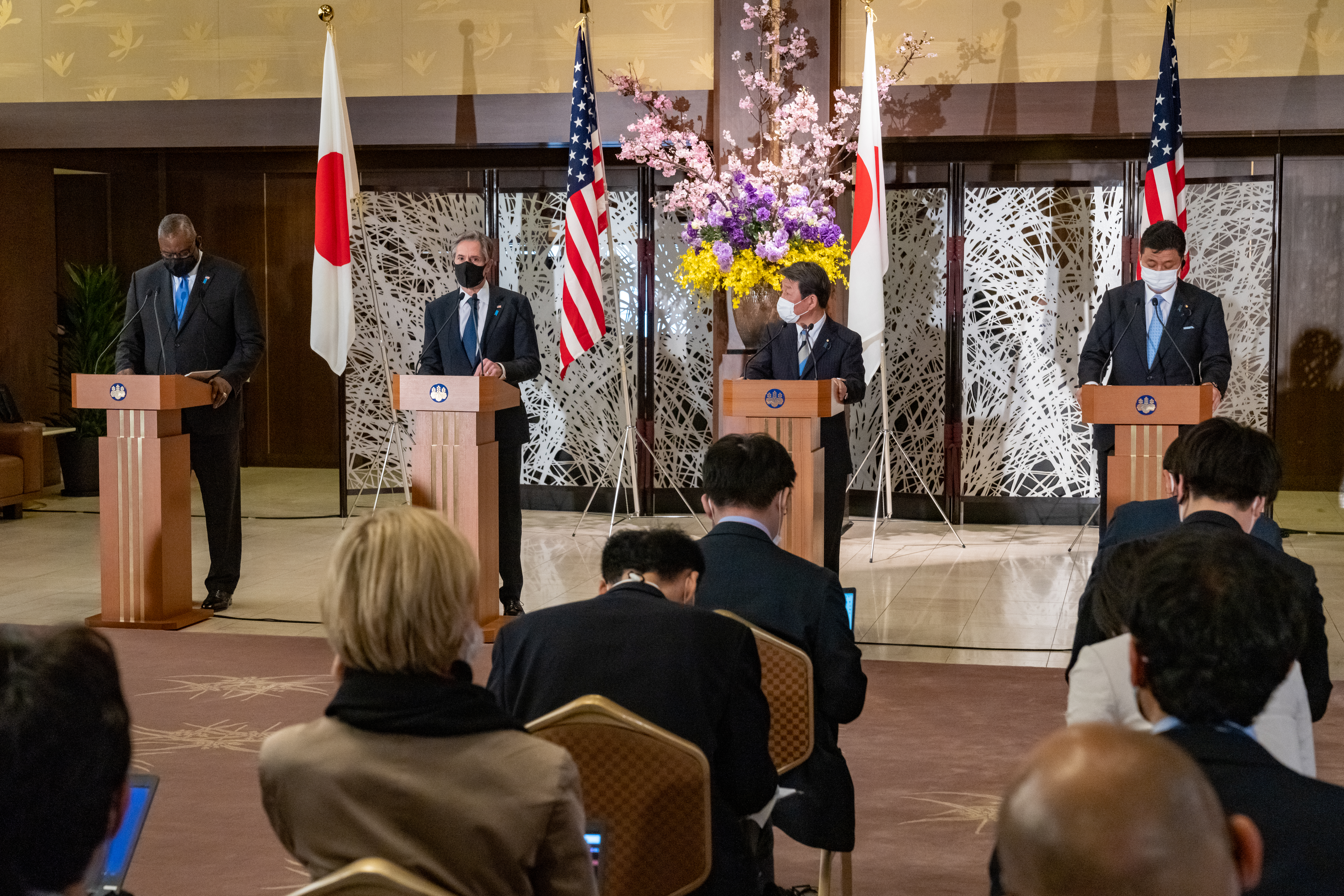
日本の茂木敏充外務大臣・岸信夫防衛大臣と共同記者会見を行う訪日中のブリンケン国務長官とオースティン国防長官（2021年3月16日）

3月15日にロイド・オースティン国防長官と共に来日し、国務長官就任後の初の外遊先が日本となった。日米外務・防衛担当閣僚による安全保障協議委員会（2プラス2）に出席し、会談の内容の大半は中国問題が占めた。共同声明の中で中国の南シナ海や東シナ海などでの動きを念頭に「国際秩序に合致せず、国際システムを損なう行動に反対する」と表明した。香港・新彊ウイグル自治区の人権問題への懸念も表明された。また軍事バランスが中国に傾きつつある台湾海峡の平和と安定を守る重要性も強調された。菅義偉首相とも会談し、菅から来月予定されるバイデンとの初の体面会談を日米同盟の絆を確認する有意義な会談にしたいという意気込みが伝えられた。また日本のメディアとのバーチャル会見においてブルーリボンのバッジを着用して出席し、拉致被害者家族からの手紙を読み「心を動かされた」と述べた。

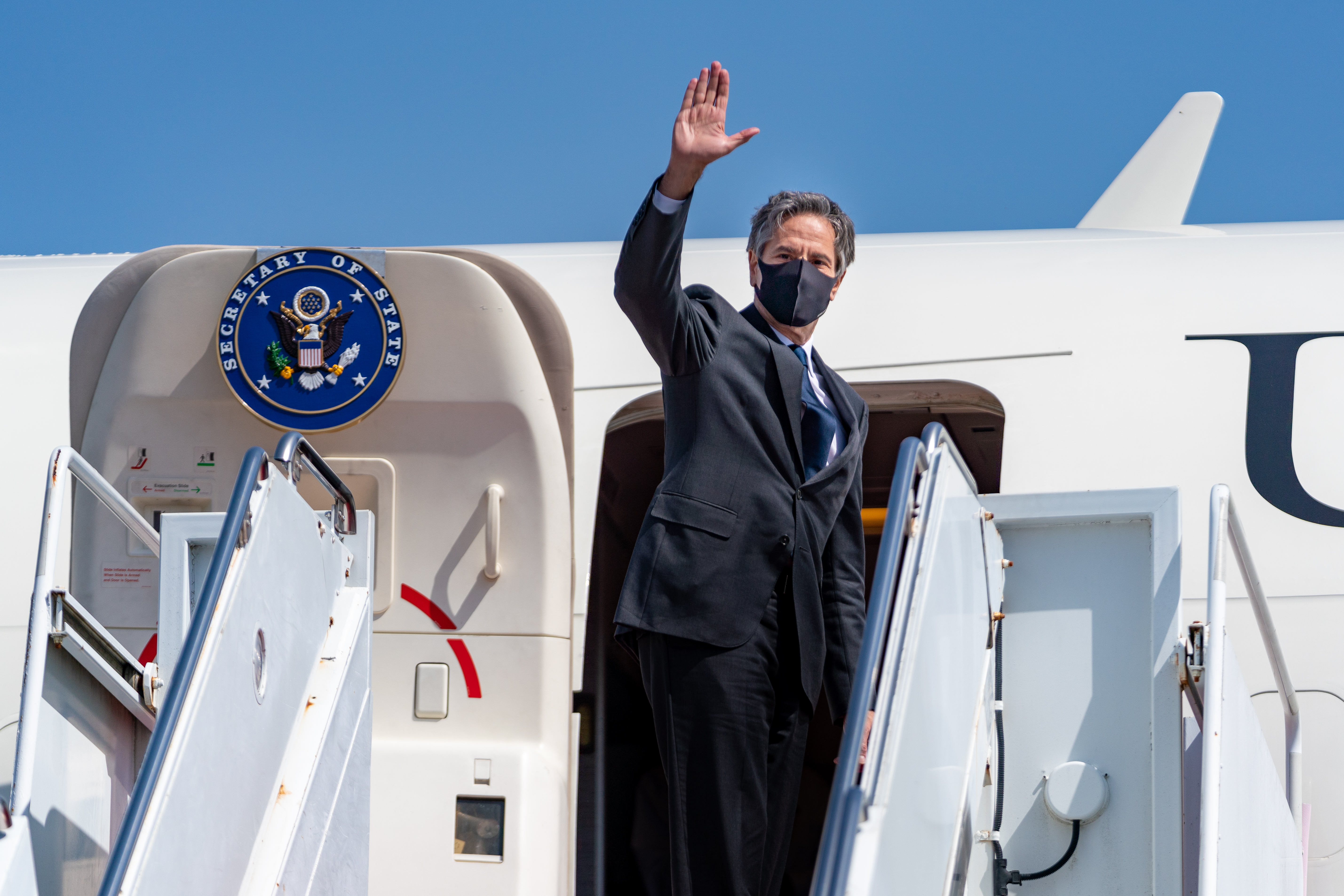
日本を出発し、次なる訪問国の韓国へ向かうブリンケン国務長官（2021年3月17日）

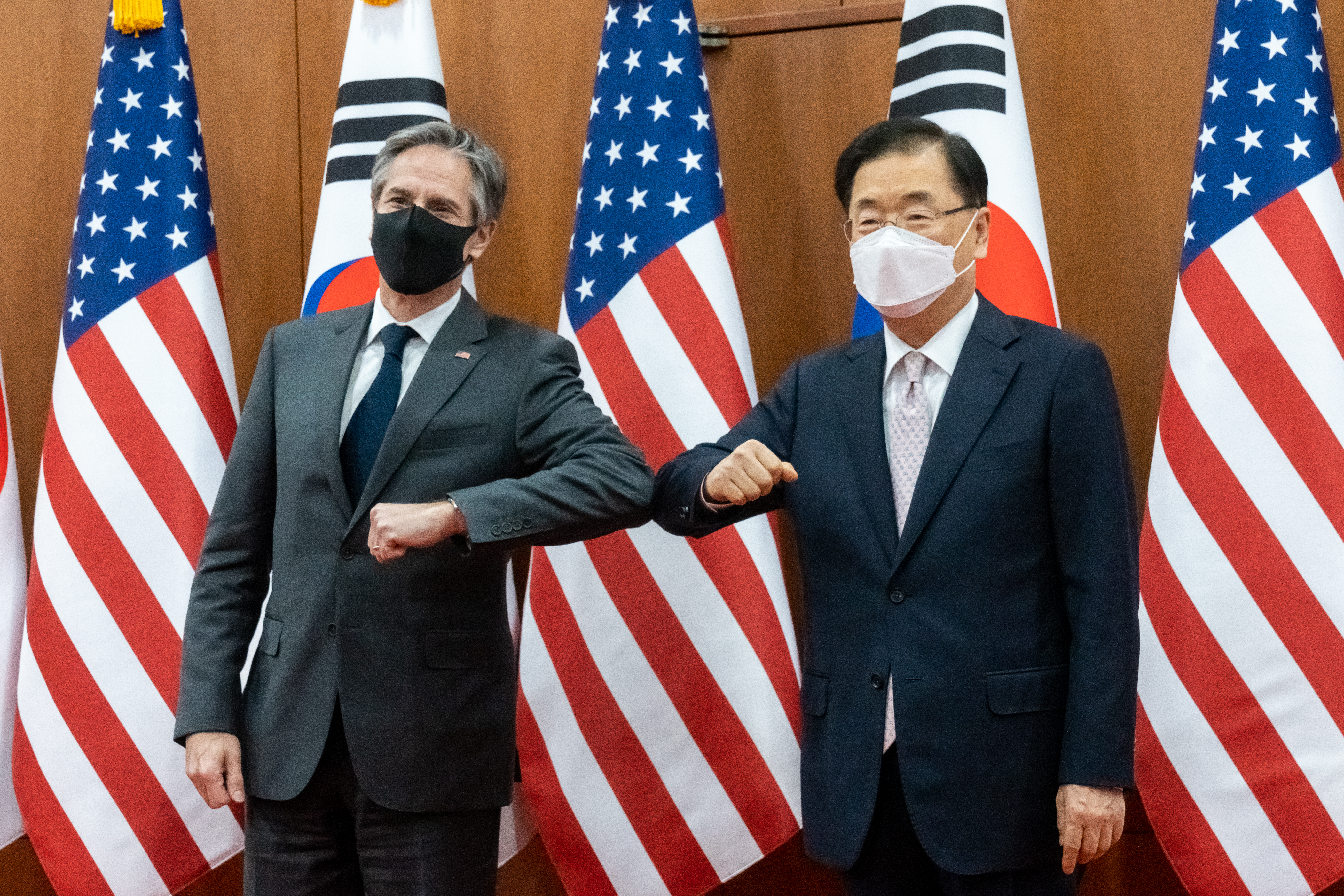
韓国の鄭義溶外交部長官と（2021年3月17日）

次いで3月17日にオースティン国防長官と共に韓国を訪問した。3月18日にソウルで米韓外務・防衛担当閣僚協議（2プラス2）に及んだが、その共同声明は全体の3分の1が中国批判に費やされていた2日前の日米両国の共同声明と対照的に「中国」と対中牽制の協議体「クアッド」に関する言及が無かった。ブリンケンは韓国にも日本と同様の中国に関する言及を共同文書に盛り込むことを要求した可能性が高いが、米中間で「バランス」を維持したい韓国の反対で中国への言及ができなかったものと見られる。しかし北朝鮮がアメリカと韓国に対して挑発行為を繰り返して朝鮮半島情勢が緊迫化してきており、日米韓3国が北朝鮮に対する連携を取ることが重要である点では一致した。その後の文在寅大統領との会談において文は、「韓日関係は朝鮮半島の平和と安定、繁栄に非常に重要で、韓米日協力でも強固な土台だ」・「韓日両国の関係修復に向けて努力を続ける」とブリンケンに述べた。
ツイッターでは日韓両国で食べた美味しい物を紹介し、日本では桜餅を手にする写真と共に「おいしい桜餅と一緒に美しい春を楽しみました。桜が満開の時期を逃し残念ですが、また戻ってきます」というメッセージを書いた。韓国ではスンドゥブの写真を投稿し「前回2016年のソウル訪問でスンドゥブがどれほどおいしかったかを思い出しました」というメッセージを書いた。
その後中国には立ち寄らずアメリカへ帰国した。しかし中国側から会談要請があり、帰りの途上に立ち寄ったアメリカのアラスカ州で会談に応じた。昨年6月に当時のポンペオ国務長官と楊がハワイで米中外交トップ会談を行っており、外交上の相互主義の原則に従うなら、今回は中国で行われる必要があったが、そうはならなかった。
3月18日にアラスカで中国外交を統括する楊潔篪党中央政治局委員と中国の王毅外交部長との初の米中外交トップ会談に及んだ。会談は冒頭から激しい応酬になり、「新冷戦」が始まったことを象徴する会談となった。ブリンケンが冒頭から「新疆ウイグルや香港、台湾、アメリカへのサイバー攻撃や同盟国への経済的搾取について深い懸念を議論する。これらの行動はルールに基づく秩序を脅かしている。」と切り出すと、楊は怒りに満ちた表情になり、冒頭発言は2分ずつという双方の合意を無視して20分近い反論を始めた。「新疆ウイグル自治区、チベット自治区、そして台湾は中国の不可分の領土であり、内政に干渉する行為には断固として反対する」・「アメリカにはアメリカの民主主義があり、中国には中国の民主主義がある。アメリカは自らの民主主義を押し広めるべきではない」・「アメリカは軍事力と金融覇権を用いて他国に圧力をかけ、国家安全保障という概念を乱用し、正常な貿易を妨害し、一部の国を煽って中国を攻撃している」・「アメリカの人権問題は根深く、この4年間に浮上したものではなく、黒人への殺戮は昔からある。他国に矛先を向けるべきではなく、アメリカこそ人権でより良い対応を取るよう希望する」と非難した。
ブリンケンは中国側の反論が終わって退席しようとした報道機関を引き留めて反論を開始し、「国務長官として世界の100近い国と話し、最初の外国訪問として日本と韓国も訪れたが、私が聞いている話は貴方の主張と大きく異なる。私が聞いているのはアメリカの復活と同盟国や友好国への関与に対する深い満足と中国の行為に対する深い懸念である」・「私たちが世界に関与する上での指導力は完全に自発的に構築された同盟や友好関係によるものだ」・「アメリカは国内ではより完全な団結を目指し、不完全さや過ちを認め、開放的に透明性をもって立ち向かってきた。課題から目を背けたり、存在しないように装ったり、隠したりしない。」と述べた。
この後今度は中国側が退席した報道機関を呼び戻し、楊は「アメリカを好意的に見過ぎていた。基本的な外交儀礼を守るべきだ」・「貴方たちは強者の立場で我々と話す資格はない。もし貴方たちが、我々としっかりと付き合いたいのであれば我々は互いに敬意を払って付き合うべきだ」・「我々が西洋人から受けた苦しみはまだ足りないというのか。外国から押さえつけられた時間がまだ短いというのか」と述べて過去の歴史を引き合いに西洋を非難した上で「中国の首を絞め、抑圧しようとしても最後に損をするのは自分自身だ」と述べた。
3月19日にアメリカの報道機関はこの会談を「言葉の戦争」と報じ、中国の国営報道機関は「アメリカ側は中国の政策を根拠無く非難した。これは外交儀礼に反しており、中国は厳正に対処した。」と報じた。ブリンケンは会談の中で同盟国や友好国の懸念も伝えたと明かしており、尖閣諸島沖への中国公船侵入にも言及したとみられる。一方でブリンケンは「イラン・北朝鮮・アフガニスタン・気候変動について、我々の利害は重なっている」と述べており、中国国営新華社通信も、米中は気候変動をめぐり共同作業グループを設置したと発表した。

#### 対中制裁
2021年3月22日にアメリカ政府は新疆ウイグル自治区の人権問題をめぐってヨーロッパ諸国と連携し、弾圧に関わっていると見られる自治区当局者に制裁を発動した。EUが中国に制裁を発動したのは1989年6月の天安門事件以来のことである。さらにUKUSA協定を締結する5か国で外相共同声明を出し、衛星写真・中国政府作成の文書・目撃者の証言など、ウイグルで人権侵害が行われていることを裏付ける「圧倒的な証拠」があることを指摘し、中国政府に対して拘束したウイグル族などの解放・国際連合による現地調査を認めることを要求した。
ブリンケンは声明で「中国政府は新疆ウイグルでジェノサイドと人道に対する罪に関与し続けている。」と指摘し、中国の残虐行為の責任を明るみに出すと述べた。アメリカ・ヨーロッパ連携の対中制裁に日本が加わらないことについては、アメリカ国務省は「日本が自ら決めることについて我々は提言しない。」と述べるにとどめている。
3月23日にはベルギーのブリュッセルを訪問し、NATO外相会議に出席した。席上でブリンケンはトランプ政権で深まったアメリカ・ヨーロッパ同盟の亀裂の修復に意欲を示すと共に「中国が法に基づく国際秩序に突きつけている課題に対しても、NATOは焦点を当てていかなければならない。」と述べ、NATOの対中同盟の面を強めるべきであるという考えを示した。

#### アフガニスタンからのアメリカ軍撤退
2021年4月14日にバイデン大統領が同年9月11日までにアフガニスタンから駐留アメリカ軍を撤退させることを発表すると、翌15日にはブリンケンが予告無しでアフガニスタンを訪問した。アシュラフ・ガニー大統領などと会談した他、現地に駐在するアメリカ政府高官らと調整を行った。

#### ロシアのウクライナ侵略をめぐって

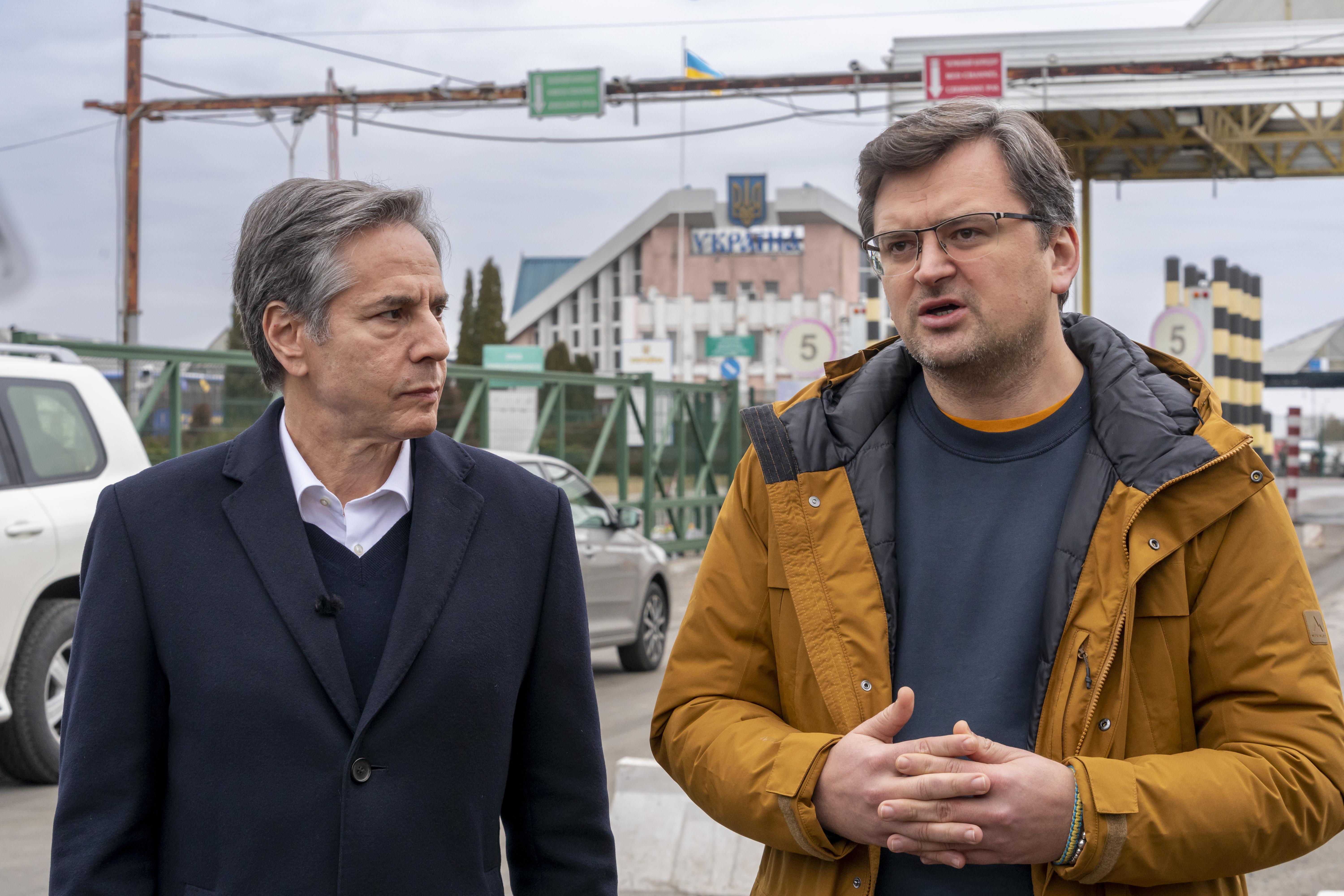
ポーランドとウクライナの国境で行われたブリンケン国務長官（左）とウクライナのクレバ外相の共同記者会見（2022年3月5日）

2022年2月24日から開始されたロシアのプーチン大統領によるウクライナ侵略計画を事前に掴んでいたと見られ、実際に侵略が開始される前から「数日中に侵攻がある」といった情報をリークし続け、ウクライナに住むアメリカ人に避難勧告を出すと共にロシアに外交的な道での解決を要求した。
2月24日に「ロシアがウクライナに侵攻しないこと」を条件に米露外相会談が予定されていたが、ロシアがウクライナ東部の親ロシア勢力支配地域の「独立」を一方的に承認して同地への軍の派遣を命じたことを受けてウクライナ侵略の開始として会談は中止となった。
2月24日にロシアのウクライナへの全面侵略が開始され、これを受けてブリンケンは「彼（プーチン）はソビエト帝国を再構築したいという意向を明確にした。かつてソビエト連邦の一部だった近隣の国々における勢力範囲を再び主張し出す手前だ。」と分析し、ウクライナのゼレンスキー政権の転覆がこの侵略の目的であると断言した。また北大西洋条約機構（NATO）について「ウクライナの国境を越えた脅しに関して言えば、彼（プーチン）の道を強力に阻むものがある。1国への攻撃は全体への攻撃と見なすNATOの第5条だ。」と論じた。
2月26日にはウクライナに3億5000万ドル（約400億円）規模の軍事支援を実施することを表明した。
同日に日本の林芳正外相と電話会談し、ロシア連邦軍によるウクライナ侵略は力による一方的な現状変更の試みで、アジア地域を含む国際社会全体の秩序に影響があるという認識で一致し、日米同盟の抑止力と対処力を強化していくことを確認した。
3月2日にプーチンがロシアの核運用部隊に対して戦闘警戒態勢を敷くよう命じ、核兵器による威嚇を行ったことについて「核兵器に関する挑発的な発言は無責任の極みだ。」と批判した。
3月5日にはポーランドとウクライナの国境地帯でウクライナのクレバ外相と会談した。クレバ外相によればウクライナへの武器供与・ロシアへの経済制裁について意見を交わしたという。共同記者会見でブリンケンは「私が今、クレバ氏とウクライナに立っているように、全世界はウクライナと共にある。」と強調し、ロシアへの制裁は「具体的な成果が上がっている。」と指摘した上で「圧力は今後も続くだけでなく、戦争が終わるまで強まることだろう。」と宣言した。同日に中国の王毅外交部長と電話会談し、「世界はどの国が自由や民族自決、主権といった基本的原則のために立ち上がるか注視している。」と述べ、中国にロシア寄りの姿勢を改めることを要求した。
3月6日に訪問先のモルドバにおいて記者団に「ポーランドがウクライナに航空機を供与する可能性と、その場合のポーランドへの埋め合わせについて、積極的に検討している」と述べた。
4月24日、ロシアによる爆撃を受ける危険性が残る中、オースティン国防長官とともに鉄路でウクライナの首都キーウを極秘裏に訪問。大統領府でゼレンスキー大統領、クレバ外相、レズニコフ国防相、モナスティルスキー内相らと会談を行った。

#### 2023年中国との関係の再構築
アメリカと中国の二国間関係が悪化する中、緊張緩和に向けてブリンケンの訪中が検討された。訪中は、2023年2月5日に予定されていたが、直前にアメリカの上空に飛来した気球を撃墜する事件が発生し取りやめとなった。その後、スケジュールの再調整が行われ、同年6月19日に訪中が実現。両国間でハイレベルなコミュニケーションを再開する機会であったが、主な会談相手は外相級の秦剛であるなど中国側から徹底的な冷遇を受けた。かろうじて習近平国家主席との会談はセットされ、緊張状態にある両国関係を安定させることについて約束がなされたが、翌6月20日、バイデン大統領が国内向けのスピーチの中で習近平を独裁者と呼んだことから、会談が失敗に終わったことが示唆された。カウンターパートであった秦剛は、翌月に失脚した。
2024年4月26日には北京で王毅外相と5時間半にわたって会談し、中国によるロシア軍への支援について懸念を表明した。また同日に習近平国家主席とも会談し、習近平は「この数カ月、両国間で前向きな進展があったが、解決すべき問題はまだ多く、さらに努力する余地がある」と指摘した。

#### イスラエルとハマスの武力衝突
2023年10月7日にガザ地区のイスラム組織ハマスがイスラエルに数千発のロケット弾を発射した事で始まったイスラエルとハマスの武力衝突では、ハマスを非難しイスラエルを擁護する立場を取っている。
10月10日にイスラエルのコーヘン外相との電話会談でイスラエルへの支援を協議、同日にフランスのコロンナ外相とも電話会談し、イスラム組織ハマスによるイスラエル攻撃への非難を繰り返した。
10月12日にはイスラエルを訪問し、テルアビブでネタニヤフ首相と会談した。ブリンケンは「 あなた方は自力で自国を守れるほど強いかもしれないが、米国がいる限りその必要はない。」と語り、更にイスラエルは国境を越えた攻撃が再び起きないよう、自国を守る義務があるとしつつも、報復の自制も促した。「民間人への被害を回避するために可能な限りの予防措置を講じることが重要だ。」と述べ、「そのような取り組みにより民主主義国家は最も非人道的な方法で民間人を攻撃するハマスのような集団と一線を画せる。」と訴えた。イスラエルの防衛面でのニーズを満たすよう米政府が議会と連携していく構えも示した。また、ブリンケンは訪問中に「祖父はロシアでのポグロムから逃れ、義父はナチスドイツの強制収容所から生還した。ハマスによる虐殺がイスラエルのユダヤ人、そして世界中のユダヤ人にとっていかに痛ましいものか、私は個人的なレベルで理解している。」とも語った。
イスラエルを訪問した後はアラブ諸国を歴訪しており、ヨルダン訪問時にヨルダン国王のアブドゥッラー2世とパレスチナ自治政府のアッバス議長と会談。カタール訪問時にアール＝サーニー同国首相と事態鎮静化や民間人の保護について協議。サウジアラビア訪問時にファイサル外相と会談後、ムハンマド皇太子とガザ地区の民間人を保護するための方策について協議し、UAEのアブダビ訪問時に同国大統領とも会っている。エジプト訪問時にシシ大統領と会談し、会談後エジプトを発つ前には「イスラエルとイスラム組織ハマスの衝突を地域に波及させないという米国の決意をアラブ諸国と共有した」と表明している。
この歴訪の後、もう一度イスラエルを訪問し、ネタニヤフ首相と9時間に渡って会談、「ガザ地区の住民に人道支援を行う計画の策定で合意した。」と発表し、バイデン大統領のイスラエル訪問も発表した。長きに渡った会談中には空襲警報が発令され、一時的に地下の防空壕に避難する一幕もあった。
11月3日にイスラエルを再々訪問。テルアビブでネタニヤフ首相らに対し、人道的停戦を求めて会談を行ったが停戦は拒絶された。その後、パレスチナ自治区ヨルダン川西岸地区のラマラを訪問。アッバス議長とも会談。ガザ地区への人道支援とパレスチナ人の国家樹立に向けて取り組むことを表明した。その後、予告なしでイラクを訪問し、スダニ首相と会談した。イラクでは親イランの民兵組織がアメリカ軍駐留施設への攻撃を相次いで行っており、イランを牽制する意図と報道された。この歴訪の最後にトルコを訪問し、アンカラでフィダン外相と2時間半にわたって会談、フィダン外相はガザでの即時停戦宣言とイスラエルが民間人を標的にしていることを阻止すべきと述べ、これに対しブリンケンは「米国はガザへの支援拡大と人質解放に焦点を当てていることに変わりはない」とした上で、「人質解放には同地域の他の国々が重要な役割を果たすことができる」とも述べた。また、会談後のトルコがスウェーデンのNATO加盟を保証したかとの質問に対し、「前進が見られると確信している」と回答した。
11月7日にはG7外相会合に出席するため来日。官邸で岸田首相と面会し、イスラエル軍とハマスの戦闘を巡り意見交換した。その後、上川外相と会談し、同外相は「中東情勢を巡る米国の外交努力を評価し最大限支持する」と伝え、「今こそ日米の固い結束が必要」と強調、これに対しブリンケンは「協力関係を一層強化すべく緊密に連携していきたい」と応じた。
G7外相会合後の会見では、人道目的での戦闘の休止の重要性に全員が一致したとし、危機が去った後のガザの統治については「パレスチナの人々による統治とガザ復興のための持続的な仕組み、更にイスラエルとパレスチナの2国家共存を目指すべき」と述べた。APECの首脳会議に合わせた米中首脳会談については、「建設的な会談の実現に向けて取り組んでいるところだ」とし、G7の中国への対応については「共通する課題については中国と協力するが、相違点については明確かつ率直に取り組むことで合意した。中国からの経済的威圧には屈せず、経済面でのリスクを軽減していく」と述べた。ウクライナについては「ウクライナは来年に向けて基盤を固めるためにG7を頼りにしていい」と述べた。
11月9日に韓国を訪問し朴振外相と会談後、11月10日にインドとの2+2会合に出席。共同声明ではハマスに拘束されている人質の即時解放を求め、人道的な戦闘の一時休止を支持。また、紛争の拡大防止や中東の安定維持、持続可能な和平の実現のため緊密な外交協調の継続を確約した。会合後の会見では、イスラエル軍とハマスとの戦闘で「余りにも多くのパレスチナ人が死亡している」とこれまでで最も強い言葉でイスラエルを非難し、イスラエルのガザ北部での毎日4時間の戦闘停止や避難回廊設置については称賛したものの、「民間人の被害を最小限に抑えるためにできることはもっとあるし、やらねばならない」と述べ、「パレスチナ人への被害を防ぎ、支援を最大限に増やすために可能な全ての措置を講じたい」とも表明した。
11月28日にベルギーのブリュッセルで開かれたNATO外相理事会に参加し、 ストルテンベルグ事務総長との会談でウクライナへの支援継続を改めて確認、ガザを巡っては「ハマスが拉致した人質の解放に向けた取り組みを続ける」と強調した。会議後には「我々はウクライナを支援しなければならないし、支援を続ける」と言明し、ウクライナ支援でNATO内に「疲労感はない」とも述べた。その後、北マケドニアのスコピエで開かれたOSCE外相理事会に出席した。
11月30日には4回目となるイスラエル訪問でネタニヤフ首相らと会談、「国際人道法を遵守した上でテロリストの暴力から自国を守るイスラエルの権利に対する米国の支持を再確認した」としつつ、ガザの市民の安全の確保や民間人への被害を避けるよう促した。訪問中に発生した、エルサレムでハマスのメンバー2人がバス停付近で発砲し、イスラエル人が少なくとも3人死亡した事件に対しては、「イスラエルとイスラエル人が日々直面しているテロの脅威を思い起こさせるものだ」と述べ、犠牲者に哀悼の意を示した。その後はヨルダン川西岸でパレスチナ自治政府のアッバス議長とも会談した。
12月1日にはUAEのドバイで開かれたCOP28で、カタール・UAE・エジプト・ヨルダン・バーレーンの各外相とパレスチナ自治政府の代表と会談した。
同日にイスラエルとハマスの戦闘休止合意が再延長されず戦闘が再開した事に対し、「ハマスが約束を反故にした」とし「特定の人質を解放するとの約束も破った」とハマスを非難した。
12月6日に中国の王毅外相との会談でイスラエルとパレスチナの紛争についての意見交換を行い、中国外務省は中東情勢についての対話を継続する事で一致したと明らかにした。
12月7日にはバイデン大統領とネタニヤフ首相との電話会談に合わせてイスラエルのダーマー戦略相と会談し、「イスラエル軍はガザ南部での攻撃で民間人を守るために一層の努力をする必要がある」と民間人を保護するよう伝え、ガザへの人道支援を更に容認する事も訴えた。同日にイスラエルによるガザ南部への攻撃を非難し、「南部への作戦が始まってほぼ１週間が経とうとしているが、イスラエルが民間人保護を重視することが引き続き不可欠だ」と民間人の保護を訴え、「民間人保護の意図と現場で目にする実際の結果の間には、依然としてギャップがある」とも指摘した。
2024年9月5日、バイデン政権の任期満了を持って退任する考えを表明し、ハリス副大統領が大統領選に当選した場合でも続投しない考えを示した。

## 外交姿勢

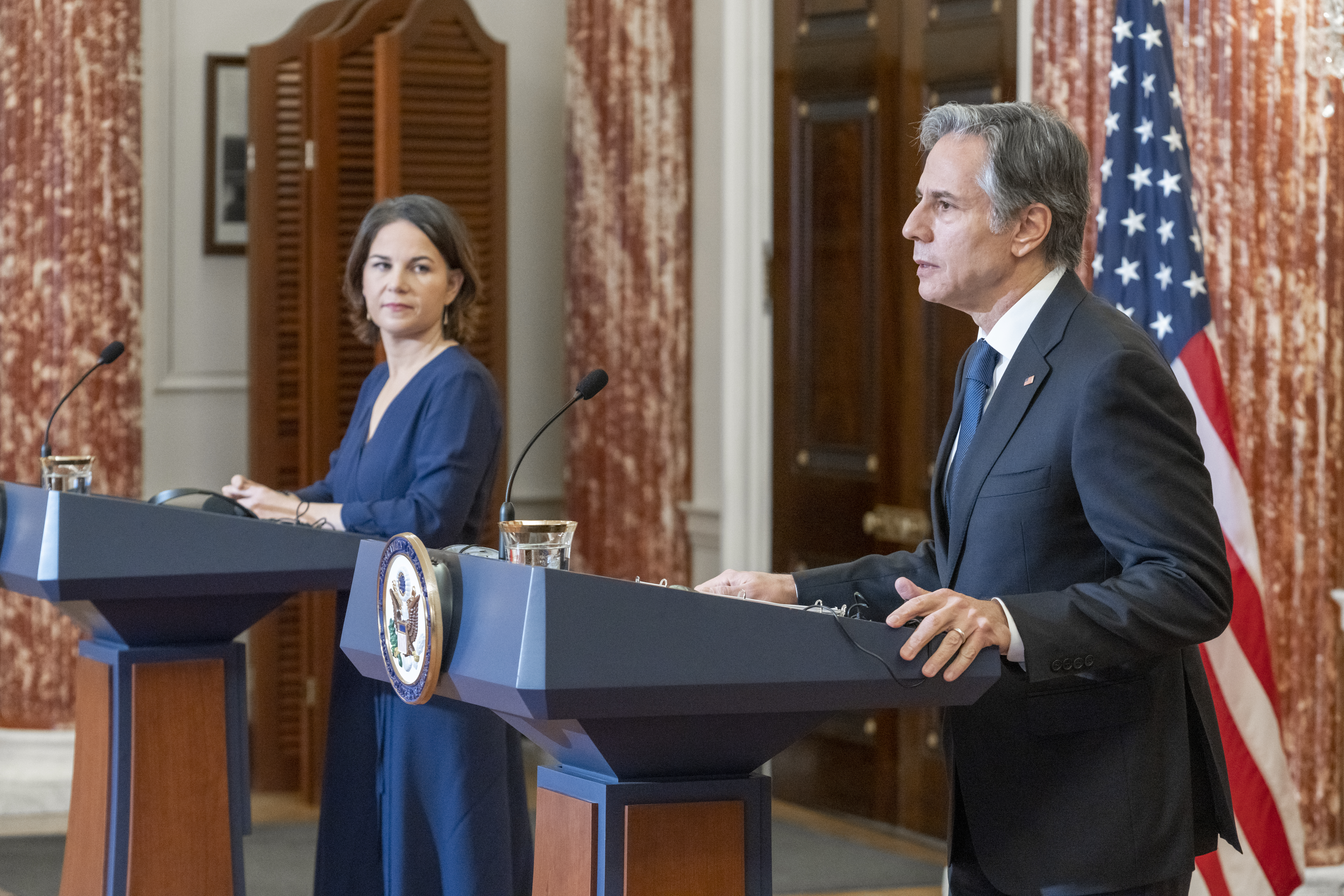
2022年1月5日にドイツのベーアボック外相と。

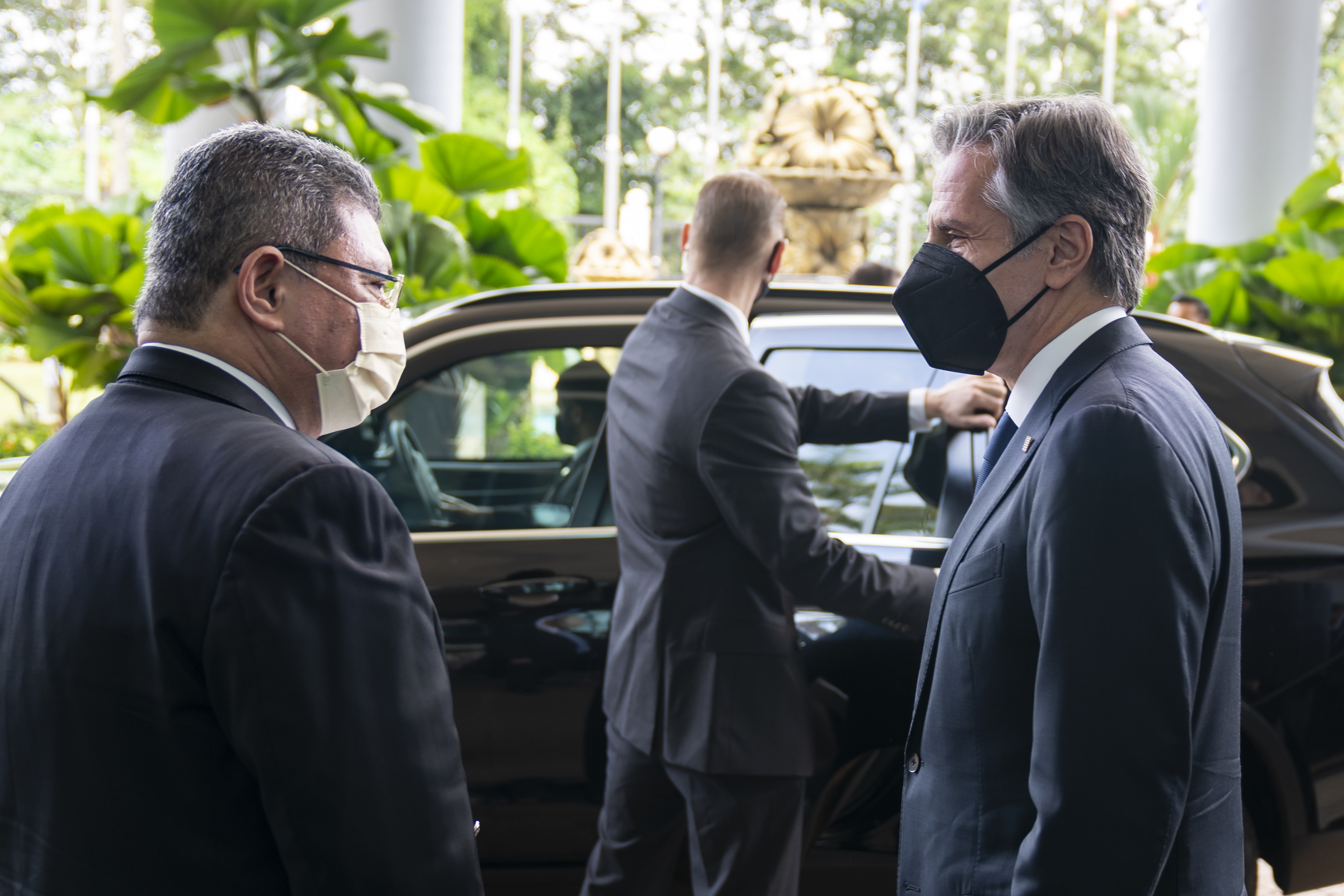
2021年12月14日にマレーシアのサイフディン・アブドゥッラー外相と

国際協調を重視する対外穏健派であると同時に人道的介入論者として、人権侵害国には厳しく対峙していく立場である。ナチス・ドイツによるホロコーストの生存者を継父に持つことが、外国のことだからと人権侵害を放置はしないというブリンケンの人道的介入主義に影響を与えたとみられている。オバマ政権期にはシリア・リビアの内戦への介入を主導し、イスラム国掃討作戦の有志連合構築にも主導的役割を果たした。北朝鮮に対しては強力な制裁・中国に対しては同盟国と連帯しての圧力を主張する。イラク・アフガニスタン派兵などアメリカ軍の対外的役割は必要であり、「アメリカが出なければ問題がさらに大きくなる。」と論じている。
2014年6月のブルッキングス研究所のイベントではロシアに対しても強硬な立場を取り、「ウラジーミル・プーチン大統領が自らと国の強さを測る基準の1つは、ロシアが地政学的に影響力を及ぼせる範囲の大きさだ。国際社会でロシアを政治的に孤立させれば、その自信を弱めることができる。」と論じて、同国を孤立化させる外交を重視する。
トランプ外交についてはロシアや中国のような専制国を利しただけだったとして批判している。特にプーチンに甘すぎると批判し、「ロシアによる米大統領選への介入疑惑について、アメリカの諜報機関よりもプーチンの言葉を重んじた。問題をさらに悪化させる姿勢だ」「またトランプは、ロシア政府がアフガニスタンで米兵殺害に報奨金を懸けていたという報告を受けても、何もしなかった。それどころかその報告を受けた後にプーチンと話す機会が少なくとも6回はあったのに、会談の中でその問題を取り上げることすらせず、9月にワシントンで開催予定だったG7首脳会議にプーチンを招待した。これは本当に問題だ。」と批判したうえで「バイデン氏が大統領になれば、数々の越権行為についてプーチンにきちんと立ち向かうだろう」と述べた。
2020年7月のインタビューではトランプ政権による在ドイツアメリカ軍縮小決定を批判し、バイデンが当選すれば縮小計画は見直すことを言明した。NATOについても努力が足りないと非難して脱退をちらつかせて脅すのではなく、抑止力の強化に重点を置くと語っている。ヨーロッパとアジアのアメリカの同盟国を連携させる「同盟大団結」の構想を温めているとも報道されており、トランプ時代に後退した各国との同盟関係を修復することに積極的である。
2020年9月に米中関係について「米中関係を完全に断ち切ることは出来ないので、中国には同盟国と共に対抗していく必要があるが、トランプ外交は人権や民主主義を擁護せずにアメリカの同盟を弱体化させ、それによって中国が戦略的目標を推し進めることを手助けした。」と批判している。トランプ政権の一部関係者や共和党の一部議員が主張する中国との完全な関係断絶論は非現実的であり、かえって逆効果になると主張するが、バイデン次期政権は中国共産党の不正行為に対しては積極的に抵抗していくとも言明している。「バイデン氏は中国と対峙するに当たって、まずはアメリカの同盟関係を強化することから始めるだろう。中国の言いなりにはならず、アメリカの意思に沿った形で米中関係を前進させていくためだ。」とCBSで述べている。
中国による香港での人権侵害に対して対抗措置を講じなければ、中国共産党は他の場所でもこれまで以上の野心的な活動を展開しかねないと警鐘を鳴らす。「放っておけば、中国は台湾でも同じことができると考える可能性がある。」として「（バイデン政権は）中国の台湾への干渉ぶりを顕在化させることで、台湾の民主主義を防衛する」だろうと言明した。

## 人物

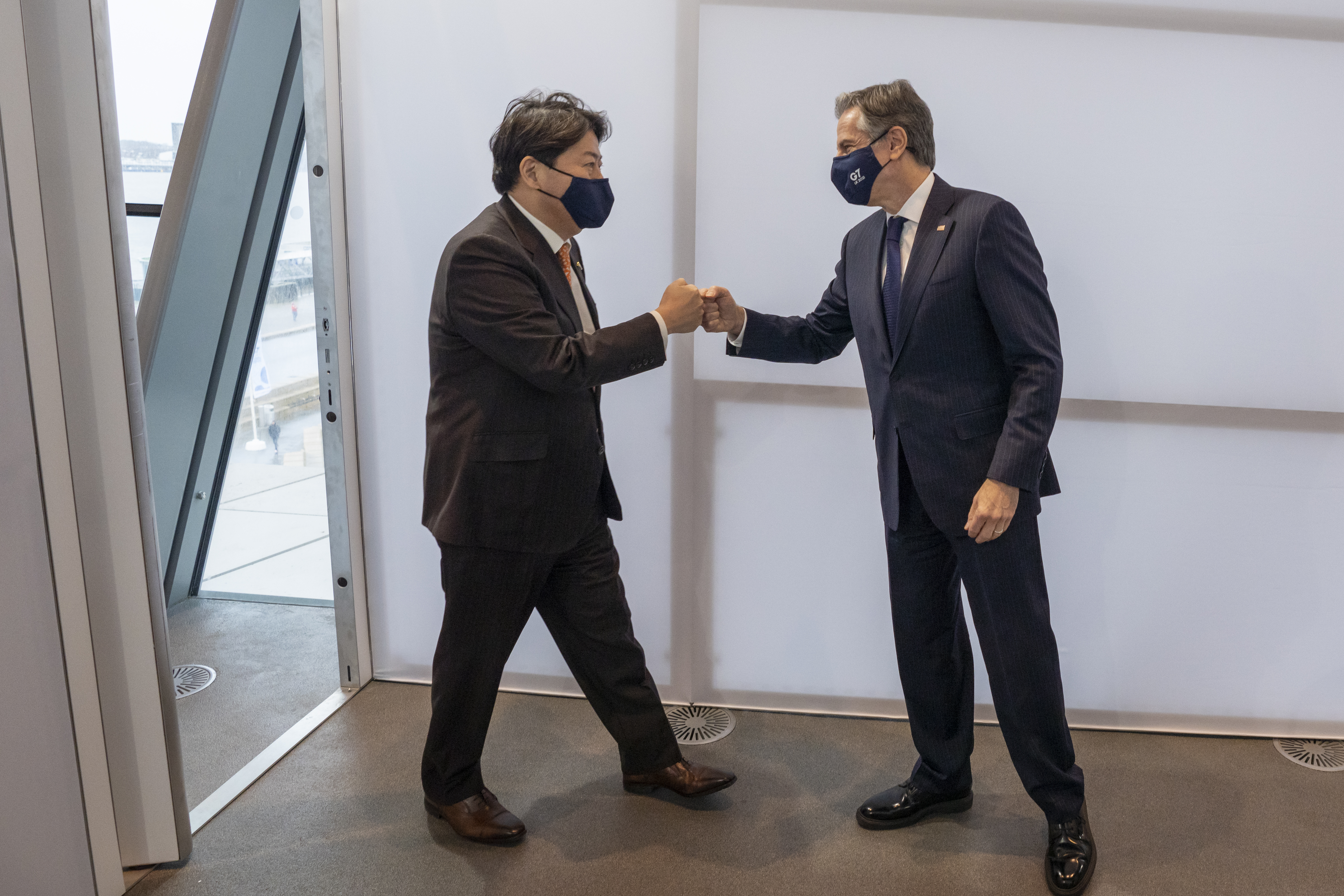
グータッチをする日本の林芳正外相とブリンケン国務長官（2021年12月11日・リヴァプールにて）。

- 政権から離れている時期に軍事コンサルティング会社「ウェストエグゼク・アドバイザーズ」を設立。バイデン政権での閣僚就任時に問題となった。
- 2002年3月にエヴァン・ライアンと結婚し[123]、2人の子女が誕生した。
- ギター演奏とサッカーが趣味である[7]。
- 2021年11月13日に日本の林芳正外務大臣と電話会談を行い、「ヨギ」・「トニー」の愛称で呼び合うことになった[124]。また2人にはバンドマンという共通点があり電話会談でもその件が話題に上ったといい、記者会見で林は「同盟の一層の強化に向け、ブリンケン氏との間で良いハーモニーを奏でていければ。」と述べた[125]。